# Ray Lankester

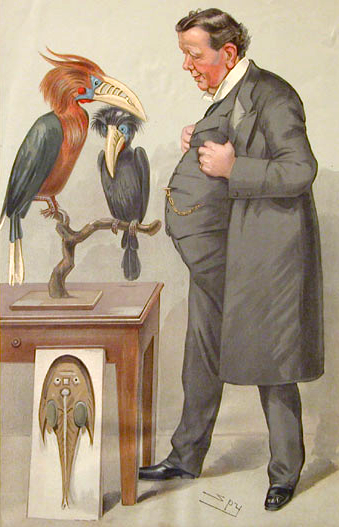
Edwin Ray Lankester

Edwin Ray Lankester (1847–1929) – angielski zoolog. Badał ewolucyjny rozwój pierwotniaków i bezkręgowców. Napisał wiele prac popularyzatorskich. Był profesorem University College London i University of Oxford (Linacre Professor of Zoology) oraz dyrektorem Muzeum Historii Naturalnej w Londynie.
W 1908 roku otrzymał Darwin–Wallace Medal, nagrodę naukową przyznawaną przez Towarzystwo Linneuszowskie w Londynie.
Zaś w 1913 roku otrzymał Medal Copleya, nagrodę naukową przyznawaną przez Royal Society w Londynie. 
Lankester posiadał tytuł szlachecki Sir. Swojego pierwszego imienia Edwin nigdy nie używał, podpisując się E. Ray Lankester lub po prostu Ray Lankester. Jego ojcem był chirurg i przyrodnik Edwin Lankester, który miał duże zasługi w powstrzymaniu rozprzestrzeniania się cholery w Londynie.